# Tour de France de 1913
O Tour de France 1913, foi a décima primeira versão da Volta da França realizada entre os dias 29 de junho e 27 de julho de 1913.
Foi percorrida a distância de 5.388 km, sendo a prova dividida em 15 etapas. O vencedor alcançou uma velocidade média de 26,715 km/h.
Participaram desta competição 140 ciclistas, chegaram em Paris 25 competidores.
A largada aconteceu em Boulogne-Billancourt e a chegada foi no Parc des Princes em Paris.

## Resultados

### Classificação geral

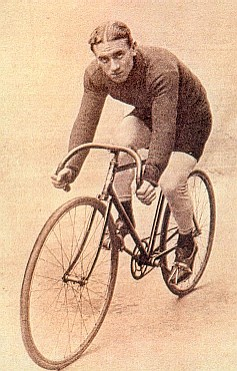
Philippe Thys
ciclista belga (1890-1971)
1º colocado.>

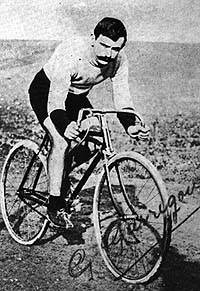
Gustave Garrigou
ciclista francês (1884-1963)
2º colocado.

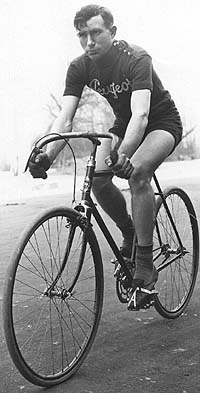
Firmin Lambot
ciclista belga (1886-1964)
4º colocado.

| Posição | Nome               | País       | Tempo velocidade média     |
| ------- | ------------------ | ---------- | -------------------------- |
| 1       | Philippe Thys      | Bélgica    | 197h 54' 00" (26,715 km/h) |
| 2       | Gustave Garrigou   | França     | 8' 37"                     |
| 3       | Marcel Buysse      | Bélgica    | 3h 30' 55"                 |
| 4       | Firmin Lambot      | Bélgica    | 4h 12' 45"                 |
| 5       | François Faber     | Luxemburgo | 6h 26' 04"                 |
| 6       | Alfons Spiessens   | Bélgica    | 7h 57' 52"                 |
| 7       | Eugène Christophe  | França     | 14h 06' 35"                |
| 8       | Camillo Bertarelli | Itália     | 16h 21' 38"                |
| 9       | Joseph Vandaele    | Bélgica    | 16h 39' 53"                |
| 10      | Émile Engel        | França     | 16h 52' 34"                |

### Etapas
| Etapa | Data        | Percurso                    | km  | Vencedor da etapa   | Líder classificação geral |
| 1ª    | 29 de junho | Paris - Le Havre            | 388 | Giovanni Micheletto | Giovanni Micheletto       |
| 2ª    | 1 de julho  | Le Havre - Cherburgo        | 364 | Jules Masselis      | Jules Masselis            |
| 3ª    | 3 de julho  | Cherburgo - Brest           | 405 | Henri Pélissier     | Odiel Defraye             |
| 4ª    | 5 de julho  | Brest - La Rochelle         | 470 | Marcel Buysse       | Odiel Defraye             |
| 5ª    | 7 de julho  | La Rochelle - Baiona        | 379 | Henri van Lerberghe | Odiel Defraye             |
| 6ª    | 9 de julho  | Baiona - Luchon             | 326 | Philippe Thys       | Philippe Thys             |
| 7ª    | 11 de julho | Luchon - Perpignan          | 324 | Marcel Buysse       | Marcel Buysse             |
| 8e    | 13 de julho | Perpignan - Aix-en-Provence | 325 | Gustave Garrigou    | Marcel Buysse             |
| 9ª    | 15 de julho | Aix-en-Provence - Nice      | 356 | Firmin Lambot       | Philippe Thys             |
| 10ª   | 17 de julho | Nice - Grenoble             | 333 | François Faber      | Philippe Thys             |
| 11ª   | 19 de julho | Grenoble - Genebra          | 325 | Marcel Buysse       | Philippe Thys             |
| 12ª   | 21 de julho | Genebra - Belfort           | 335 | Marcel Buysse       | Philippe Thys             |
| 13ª   | 23 de julho | Belfort - Longwy            | 325 | François Faber      | Philippe Thys             |
| 14ª   | 25 de julho | Longwy - Dunkerque          | 393 | Marcel Buysse       | Philippe Thys             |
| 15ª   | 27 de julho | Dunkerque - Paris           | 340 | Marcel Buysse       | Philippe Thys             |

CR = Contra-relógio individual
CRE = Contra-relógio por equipes